# سالوی (مالاوی)
سالوی (به لاتین: Salui) یک منطقهٔ مسکونی در مالاوی است که در بخش سالیما واقع شده‌است. سالوی ۸۰۰ نفر جمعیت دارد.